# Rackbag
Rackbag är ett musikalbum från 1985 av den svenska gruppen Folk och rackare. Skivan består av tolkningar av svenska medeltidsballader, visor och folkmusik i en stil influerad av brittisk folkrock. Den gavs ut av Amalthea.

## Låtlista
1. Rackbag
2. Näktergalen
3. Flickan går på golvet
4. Inga Litimor
5. Trilå
6. Major Brack
7. Konungabarnet
8. Triolmarsch från Dalsland
9. Spader fem
10. Liten Kersti stalldräng
11. Grisen
12. Det blåser nordost